# リトアニア・ユダヤ人労働者総同盟
リトアニア・ユダヤ人労働者総同盟（イディッシュ語: Algemeyner Yidisher Arbeter Bund）は、リトアニアのユダヤ人社会主義政党。リトアニア・ポーランド・ロシア・ユダヤ人労働者総同盟（ブンド）の流れをくむ。
1919年、新たに制定されたリトアニア少数民族自治法のもとで行われた選挙に参加、ヴィルカヴィシュキスなどで他のユダヤ人政党とともに過半数を獲得した。マリヤンポレでは、21議席中3議席を獲得した 。
1921年、リトアニア・ユダヤ人労働者総同盟は活動停止を命じられ、メンバーの一部は地下組織として活動していたリトアニア共産党やポアレイ・ツィオン左派に合流した。
1897年にヴィリニュスで設立されたブンドは、ヴィリニュスにおいては一大勢力を形成していたが、戦間期においてはヴィリニュスはポーランドに編入されたため、ヴィリニュスを除くリトアニアにおいては影響力を持たなかったと指摘される。